# Liste von Kunstwerken im öffentlichen Raum im Hochsauerlandkreis

Hochsauerlandkreis

Die Liste von Kunstwerken im öffentlichen Raum im Hochsauerlandkreis umfasst:
- Kunst im öffentlichen Raum in Arnsberg
- Kunst im öffentlichen Raum in Bestwig
- Kunst im öffentlichen Raum in Brilon
- Kunst im öffentlichen Raum in Eslohe
- Kunst im öffentlichen Raum in Hallenberg
- Kunst im öffentlichen Raum in Marsberg
- Kunst im öffentlichen Raum in Medebach
- Kunst im öffentlichen Raum in Meschede
- Kunst im öffentlichen Raum in Olsberg
- Kunst im öffentlichen Raum in Schmallenberg
- Kunst im öffentlichen Raum in Sundern (Sauerland)
- Kunst im öffentlichen Raum in Winterberg